# Рахшмир, Павел Юхимович
Па́вел Юхи́мович Рахшми́р (18 июля 1935, Каменец-Подольский, Хмельницкая область, УССР — 7 сентября 2024, Пермь, Россия) — советский и российский историк, специалист по политической и культурной истории стран Запада в Новое и Новейшее время. Доктор исторических наук (1975), профессор (1979), заведующий кафедрой всеобщей истории (2012—2017), заслуженный профессор Пермского университета.

## Биография
Мать, Любовь Израилевна, работала машинисткой; отец, Юхим (Ефим) Павлович, — бухгалтер. Раннее детство провёл на Украине, в 1941 году был эвакуирован в Свердловск, с декабря 1943 года живёт в Перми.
Окончил среднюю школу № 21 г. Перми (1953) и историческое отделение историко-филологического факультета Пермского университета (1958). Во время обучения в вузе занимал призовые места на городских и всероссийских соревнованиях по фехтованию; выполнил норму кандидата в мастера спорта. В 1958—1959 годах работал тренером по фехтованию, затем перешёл на кафедру новой и новейшей истории ПГУ, где последовательно занимал должности ассистента (1960—1964), старшего преподавателя (1964—1967), доцента (1967—1979). Кандидат исторических наук (1965, диссертация «Западногерманская и англо-американская историография антифашистского сопротивления в Германии»), доктор исторических наук (1975, диссертация «Буржуазная историография западноевропейского фашизма»; официальные оппоненты А. А. Галкин, Г. С. Филатов и И. Н. Чемпалов), профессор (1979).
С 1987 по 2017 год возглавлял кафедру новой и новейшей истории стран Запада (с 2012 года — кафедра всеобщей истории). Ученик и преемник на кафедре известного учёного, профессора Л. Е. Кертмана. До 2019 года читал в университете курсы «Новейшая история стран Запада», «Методология современно-исторического исследования», «История политических учений», «Философия политики», «Политические идеологии», вёл спецсеминары по политологии и международным отношениям. Руководитель магистерской программы «Запад и цивилизационные вызовы современности».
Умер 7 сентября 2024 года в Перми в возрасте 89 лет.
Супруга — лингвист С. А. Рахшмир (1936—2022). Дочь — юрист Юлия Кормилина (род. 1967).

## Научная деятельность
Исследования посвящены преимущественно истории общественной мысли и анализу таких идейно-политических течений, как консерватизм, либерализм, фашизм. Автор «практически единственного в советской историографии» комплексного анализа происхождения европейского фашизма. В постсоветские годы в сфере внимания учёного — развитие политической мысли Западной Европы и США XIX—XXI веков, а также современные идеологические проблемы.
П. Ю. Рахшмир разработал оригинальную типологию консерватизма, изучив генезис консервативных идей и выявив характер взаимосвязей между консерватизмом и правым радикализмом. Исследовал общие и особенные черты западноевропейской, американской и российской консервативной традиции, политические и ценностные основания либерально-консервативного консенсуса. По мнению А. Г. Чевтаева, важным и по существу новаторским в российской историографии стало сопоставление П. Ю. Рахшмиром англо-американского и европейского консерватизма, определение их различий. Особенное внимание в последние годы учёный уделял американскому неоконсерватизму.
Основатель политологической научной школы в Прикамье, один из инициаторов создания специальности «Политология» в Пермском университете. В рамках школы П. Ю. Рахшмира на протяжении двух десятилетий было защищено около 20 диссертаций. Член экспертного совета ВАК СССР по всеобщей истории (1989—1991); входил в состав редколлегий журналов «Вестник Пермского университета. Серия „История“», «Вестник Пермского университета. Серия „Политология“» (с 1994 года), «Новая и новейшая история» (с 2014 года).
Председатель Пермского отделения АЕВИС (до 1998) и Пермского регионального отделения РАПН (до 2001), член Брюссельского института европейских исследований. С 1993 по 2003 годы возглавлял оргкомитет 7 международных конференций по проблемам консерватизма, в которых принимали участие исследователи из академических учреждений и вузов России, США, Великобритании, ФРГ, Швеции, Финляндии. Подготовил к печати русский перевод биографии Адольфа Гитлера И. Феста (тт. 1—3, 1993). С 1994 года — руководитель Центра исследований консерватизма при ПГУ, научный редактор серии сборников «Исследования по консерватизму». В 2000-е годы совместно с Пермским филиалом Института философии и права УрО РАН и зарубежными авторами работал над историко-биографическим словарём «Консерватизм», выступал также в популярной периодике с очерками о политических деятелях.
Руководил выполнением грантовых проектов «Консерватизм как социально-политическое и духовное явление» (1993), «Континуитет и идейно-политические традиции» (1995), «Эволюция консерватизма в XVIII—XX вв.» (1997, РГНФ), «Мультикультурализм и основные идейно-политические течения современности» (2000, РГНФ), «Консерватизм и цивилизационные вызовы современности» (2001, Министерство образования РФ; конкурсный центр УрГУ), «Имперская идея в США» (2005, программа Минобрнауки РФ «Университеты России»), «Политические сообщества в гражданско-политической и научной перспективах» (2008, Фонд Макартуров), «Трансатлантические коллизии в XXI в. и Россия: идейно-политические и культурологические аспекты» (2010, Минобрнауки РФ).

## Основные работы
Автор более 140 публикаций, в том числе 3 учебных пособий.

### Монографии
- «История фашизма в Западной Европе» (1978, главы «Фашизм во Франции, Англии и малых странах Западной Европы» и «Историография западноевропейского фашизма», «Заключение»);
- «Новейшие концепции фашизма в буржуазной историографии Запада» (1979);
- «Происхождение фашизма» (1981, в сер. «История и современность»; переведена на нем. яз.);
- «Буржуазия Западной Европы и Северной Америки на рубеже XIX—XX вв.: на путях к общему кризису капитализма» (1984, в соавт. с Л. Е. Кертманом);
- «Проблемы консерватизма в современной буржуазной историографии» (1984);
- «Типология современного консерватизма» (1986);
- «Консерватизм в прошлом и настоящем: о социальных корнях консервативной волны» (1987, в сер. «История и современность»; в соавт. с А. А. Галкиным);
- «Влияние рабочего класса на политическую и духовную эволюцию капиталистического мира в эпоху империализма. XX в.» (1990, редактор);
- «Мир личности: творческий портрет профессора Л. Е. Кертмана» (1991, редактор и соавтор);
- «Политическая и духовная культура Европы: Новое и Новейшее время» (1992, редактор);
- «Культурный консерватизм в США» (1995, редактор);
- «Консерватизм: идеи и люди» (1998, редактор);
- «Исторические метаморфозы консерватизма» (1998, редактор и соавтор);
- «Идеи и люди: политическая мысль первой половины XX в.»" (1999; 4-е изд. 2011);
- «Князь Меттерних: человек и политик» (тт. 1—2, 1999, 2001; 2-е изд. 2005)[19];
- «В мире культуры» (1999, чч. 1—2; редактор и соавтор);
- «Консерватизм и цивилизационные вызовы современности» (2003, редактор);
- «Вариации на тему консерватизма» (2004);
- «Политический процесс и эволюция политических институтов в XX в.» (2005; совм. с Л. А. Фадеевой);
- «В мире консерватизма: идеи, политика, люди» (2006, редактор);
- «Американские консерваторы и имперская идея» (2007).

### Статьи
- «Проблема взаимосвязи нацизма и „революционного консерватизма“ в буржуазной историографии» // «Ежегодник германской истории. 1972» (1973);
- «Классовая борьба на первом этапе общего кризиса капитализма и формирование буржуазной историографии фашизма» // «Вопросы истории международного рабочего движения. Вып. 12» (1975);
- «Проблема „фашизм — монополии“ в интерпретации современной буржуазной историографии» // «Научные труды ТюмГУ. Сб. 3» (1975);
- «Гитлеровская волна в буржуазной историографии Запада» // «Ежегодник германской истории. 1975» (1976);
- «Консерватизм в современном мире» // «Всеобщая история: дискуссии, новые подходы. Вып. 1» (1989);
- «Эволюция консерватизма в Новое и Новейшее время» // «Новая и новейшая история», 1990, № 1;
- «Плюсы и минусы консерватизма» // «Общественные науки», 1990, № 1;
- «Фашизм: вчера, сегодня, завтра» // «Мировая экономика и международные отношения», 1996, № 10;
- «Американские консерваторы и Европа» // «Мировая экономика и международные отношения», 2004, № 7;
- «Консерватизм и либерализм: метаморфозы консенсуса» // «ПолИс», 2005, № 5;
- «Консерватизм в современном мире» // «Консерватизм на Западе и в России» (2005);
- «Трансатлантические коллизии и Россия» // «Россия и Запад: исторический опыт XIX—XX вв.» (2008);
- «Американские неоконсерваторы и имперская идея» // «Новая и новейшая история», 2008, № 4;
- «Британские тори: возрождение или угасание?» // «Новая и новейшая история», 2011, № 1;
- «Интеллектуальная защита бунта против интеллектуалов» // «Диалог со временем», 2012, № 38;
- «Маргарет Тэтчер и американский консерватизм» // «Вестник Пермского университета. Серия „История“», 2012, № 2 - перепечатано в изд. «Вехи американской истории» (2015));
- «Филадельфийский суверенитет против глобального правления» // «Вестник Пермского университета. Серия „История“», 2012, № 3;
- «Свой среди чужих, чужой среди своих: Ф. А. фон Хайек и консерватизм» // «Вестник Пермского университета. Серия „Политология“», 2012, № 3.

## Награды и звания
- Орден Почёта (1997)[20];
- премия Пермской области имени Л. Е. Кертмана I степени (2002)[21];
- Почётный работник высшего профессионального образования Российской Федерации (2006);
- Почётный гражданин Пермского края (2009)[22].